# Heglig
Heglig ou Panthou como é conhecido pelo povo dinca (também escrito Heglieg ou Pandthou) é uma pequena cidade na fronteira entre o estado de Cordofão do Sul, no Sudão, e o estado de Unidade, no Sudão do Sul. Toda a Heglig ou Panthou é reconhecida pelo governo do Sudão do Sul como uma área disputada, mas o Sudão a considera como seu próprio território. A área foi contestada durante a Segunda Guerra Civil Sudanesa. Em meados de abril de 2012, o exército sul-sudanês capturou o campo petrolífero de Heglig (Panthou) do Sudão. 
O Sudão alega que retomou a região rica em petróleo de Heglig após uma ocupação de 10 dias pelo exército do Sudão do Sul.